# Гаймбах (Нае)
Гаймбах (нім. Heimbach) — громада в Німеччині, розташована в землі Рейнланд-Пфальц. Входить до складу району Біркенфельд. Складова частина об'єднання громад Баумгольдер.
Площа — 6,78 км2. Населення становить 1032 ос. (станом на 31 грудня 2020).